# Burttia prunoides
Burttia prunoides ist eine Pflanzenart aus der Familie der Connaraceae und der einzige Vertreter ihrer Gattung.

## Beschreibung
Burttia prunoides sind bis etwa 4 Meter hohe Sträucher bzw. kleine Bäume. Die gestielten und eigentlich zusammengesetzten Blätter haben nur ein ganzrandiges, eiförmiges bis verkehrt-eiförmiges, spitzes bis zugespitztes, fast kahles Blättchen. Die jungen Blätter sind dicht behaart.
Der traubige, kurze und behaarte, achselständige Blütenstand ist ein- bis dreiblütig, die heterodistylen Blüten sind zwittrig mit doppelter Blütenhülle und meist fünfzählig, selten vierzählig. Die Blüten sind weißlich bis rosa. Die außen leicht behaarten, schmalen Kelchblätter sind bis 7 Millimeter lang. Die kahlen Kronblätter sind bis 22 Millimeter lang. Es sind 5 längere und 5 kürzere, relativ kurze und kahle Staubblätter vorhanden. Es gibt nur ein dicht behaartes und oberständiges Fruchtblatt mit einem kahlen Griffel und papillöser, kopfiger Narbe. 
Die kleine Frucht ist ein ungestielter, einsamiger und kurz bespitzter Balg, der außen dicht filzig und innen kahl ist. Er öffnet sich nach der Reife.
Die Samen sind an der Innenseite des Balgs befestigt und besitzen eine fleischige, rote Außenschicht, die sogenannte Sarkotesta, die den Samen nur auf einer Seite bedecken. Das Endosperm ist reichlich, die Radicula ist spitz.

## Verbreitung
Die Art ist in Ostafrika beheimatet.

## Systematik
Art und Gattung wurden 1931 von Baker f. & Exell erstbeschrieben. Sie werden in die Tribus Connareae der Familie gestellt. Der Gattungsname ehrt den britischen Botaniker Bernard Dearman Burtt (1902–1938).